# Clitarchus multidentatus
Clitarchus multidentatus är en insektsart som beskrevs av Brunner von Wattenwyl 1907. Clitarchus multidentatus ingår i släktet Clitarchus och familjen Phasmatidae. Inga underarter finns listade i Catalogue of Life.